# فهرست قنات‌های شهرستان لارستان
جدول زیر بر اساس آمار وزارت جهاد کشاورزی تهیه شده‌است. فهرست زیر قنات‌های شهرستان لارستان در استان فارس را نشان می‌دهد.
| نام قنات     | موقعیت                    | نزدیک‌ترین روستا | طول قنات (متر) | تعداد میله چاه | عمق مادر چاه | دبی (لیتر بر ثانیه) | سطح زیر کشت (هکتار) |
| ------------ | ------------------------- | --------------- | -------------- | -------------- | ------------ | ------------------- | ------------------- |
| آسیاب کهنویه | بخش مرکزی شهرستان لارستان | کهنویه          | ۰              | ۰              | ۴            | ۱۵                  | ۰                   |
| جلال‌آباد     | بخش جویم شهرستان لارستان  | منصورآباد       | ۴۰۰۰           | ۳۵۰            | ۲۰           | ۳۰                  | ۴۳۰                 |
| خرم‌آباد      | بخش جویم شهرستان لارستان  | منصورآباد       | ۴۰۰۰           | ۳۰۰            | ۱۸           | ۲۰                  | ۱۲۰                 |
| فخرآباد      | بخش جویم شهرستان لارستان  | جویم            | ۶۰۰۰           | ۵۰۰            | ۳۰           | ۲۸                  | ۲۳۰                 |
| قطب‌آباد      | بخش جویم شهرستان لارستان  | جویم            | ۸۰۰۰           | ۷۰۰            | ۱۷           | ۲۰                  | ۳۳۰                 |
| مقبل‌آباد     | بخش جویم شهرستان لارستان  | جویم            | ۵۰۰۰           | ۴۰۰            | ۲۵           | ۳۰                  | ۱۵۰۰                |
| منصورآباد    | بخش جویم شهرستان لارستان  | منصورآباد       | ۳۰۰۰           | ۳۰۰            | ۱۵           | ۳۵                  | ۱۳۹                 |
| کلون مروارید | بخش جویم شهرستان لارستان  | جویم            | ۵۰۰۰           | ۳۰۰            | ۳۵           | ۲۰                  | ۳۰۸                 |
| کلونکورکی    | بخش جویم شهرستان لارستان  | کلون علیا       | ۲۵۰۰           | ۰              | ۱۵           | ۰                   | ۰                   |
| کهتون        | بخش مرکزی شهرستان لارستان | زیارت           | ۰              | ۰              | ۸            | ۱۰                  | ۰                   |